# Stranje pri Velikem Gabru
Stranje pri Velikem Gabru je naselje u slovenskoj Općini Trebnju. Stranje pri Velikem Gabru se nalazi u pokrajini Dolenjskoj i statističkoj regiji Jugoistočnoj Sloveniji. 

## Stanovništvo
Prema popisu stanovništva iz 2002. godine naselje je imalo 42 stanovnika.